# Centrophantes
Centrophantes là một chi nhện trong họ Linyphiidae.